# 1-й Рабочий переулок
Пе́рвый Рабо́чий переу́лок — улица в центре Москвы в Таганском районе между Рабочей и Международной улицами.

## История
Первоначально — 1-й Коломенский переулок. На территории бывшей Коломенской ямской слободы существовало 17 переулков, из которых в результате перепланировки местности до настоящего времени уцелел лишь один, переименованный в 1929 году по соседней Рабочей улице.

## Описание
1-й Рабочий переулок начинается от Рабочей улицы, проходит на север параллельно Коврову переулку до Международной улицы.